# J. P. Mallory
James Patrick Mallory (San Bernardino, California, 25 de octubre de 1945) es un arqueólogo estadounidense que ejerce como profesor emérito de la Queen's University of Belfast, es miembro de la Real Academia Irlandesa y editor de la Journal of Indo-European Studies (‘revista de estudios indoeuropeos’) y de Emania: Bulletin of the Navan Research Group (‘boletín del grupo de investigación en Navan’), en Belfast.

## Biografía
Mallory recibió su licenciatura en Historia en el Colegio Occidental en California en 1967, y luego pasó tres años en el Ejército de Estados Unidos como sargento de la policía militar. En 1975 obtuvo un PhD (doctorado) en estudios indoeuropeos de la Universidad de California en Los Ángeles.
A partir de 1977 se ha desempeñado en varios puestos de la Queen’s University of Belfast, llegando a ser catedrático de Arqueología Prehistórica en 1998.
La investigación del profesor Mallory se ha centrado en el Neolítico temprano y en la Edad de Bronce en Europa, el problema de la tierra original (urheimat) del idioma protoindoeuropeo, y la arqueología de la antigua Irlanda. Está a favor de un enfoque integral a estos problemas, la comparación de la evidencia literaria, lingüística y arqueológica para resolver estos problemas históricos.
Una consecuencia de esta preferencia por un enfoque integrado es que el profesor Mallory ha sido muy crítico contra la teoría ampliamente difundida de Colin Renfrew, que localiza el urheimat o patria de la familia lingüística indoeuropea (a principios del Neolítico) en Anatolia, y asocia su difusión con la propagación de la agricultura. Un elemento clave de la crítica de Mallory ha sido una defensa vigorosa de la paleontología lingüística como una herramienta válida para la solución del problema de la patria original indoeuropea. El libro de Mallory con D. Q. Adams, titulado The Oxford introduction to proto-indo-european and the proto-indo-european world (Oxford University Press, 2006) proporciona un resumen completo del reconstruido idioma protoindoeuropeo, y evalúa lo que este puede decir acerca de la sociedad que lo hablaba.

## Principales obras

### Libros
- Mallory, J. P. (1989). In Search of the Indo-Europeans: Language, Archaeology and Myth. Londres: Thames & Hudson. ISBN 0-500-27616-1.
- Mallory, J. P.; McNeill, T. E. (1991). The Archaeology of Ulster from colonization to plantation. Belfast: Dufour. ISBN 0-85389-353-5.[1]
- Mallory, J. P.; Adams, D. Q. (1997). Encyclopedia of Indo-European Culture. Londres y Chicago: Fitzroy-Dearborn. ISBN 1-884964-98-2.
- Mallory, J. P.; Mair, Victor H. (2000). The Tarim Mummies: Ancient China and the Mystery of the Earliest Peoples from the West. Londres: Thames & Hudson. ISBN 0-500-05101-1.
- Mallory, J. P.; Adams, D. Q. (2006). The Oxford Introduction to Proto-Indo-European and the Proto-Indo-European World. Oxford: Oxford University Press. ISBN 0199287910.
- Mallory, J. P.; Hartwell, B.; y Nelis, E. (2011). Excavations on Donegore Hill, Co. Antrim. Bray, Wordwell.[2]
- Mallory, J. P. (2013). The Origins of the Irish. Londres y Nueva York: Thames & Hudson. ISBN 0500051755.
- In Search of the Irish Dreamtime: Archaeology and Early Irish Literature, Londres, Thames & Hudson, 2016.

### Artículos
- 1997: Mallory, J. P.; Blench, R.; y Spriggs, M. (eds.). «The Homelands of the Indo-Europeans». Archaeology and Language (Londres y Nueva York: Routledge) I: págs. 93-121.
- 1993: Mallory, J. P.; Jones-Bley, K.; y Huld, M. E. (eds.). «The Indo-European homeland problem: A matter of time». Journal of Indo-European Studies Monography (Washington) 17: págs. 1-22.
- 1998: Mallory, J. P.; Jasanoff, J.; Melchert, H.; y Oliver, L. (eds.). «The Old Irish Chariot». Mír Curad: Studies in Honor of Calvert Watkins (Innsbruck: Innsbrucker Beitrage zur Sprachwissenschaft) págs. 451-464.
- 2001: «Uralics and Indo-Europeans: Problems of time and space». En: C. Carpelan, Asko Parpola y P. Koskikallio (eds.): Early Contacts between Uralic and Indo-European: Linguistic and Archaeological Considerations. Helsinki: Suomalais-Ugrilainen Seura. Pág. 345-366.
- 2001: «Gli Indoeuropei e i popoli delle steppe: il modello della sostituzione delle lingue». En: Gianluca BOCCHI y Mauro CERUTI (eds.): Le radici prime dell'Europea, págs. 138-164. Milán: Bruno Mondadori.
- 2001: «The Tarim mummies: Who were they?». En: B. FAGAN: The Seventy Great Mysteries of the Ancient World. Londres: Thames and Hudson, 167-170.
- 2001: «Where did the Indo-Europeans come from?». En: B. FAGAN (ed.): The Seventy Great Mysteries of the Ancient World. Londres: Thames and Hudson, págs. 141-143.
- 2001: «He indoeuropaikhós glossikhé oikogéneia: to istorikhó zétema. Istoria tes Ellenikes Glossas, ed. A-Ph. Khristides, Thessalinike, Kentro Ellenikes Glossas, págs. 135-141.
- 2002: «Archaeological models and Asian Indo-Europeans», en: Proceedings of the British Academy, 116, págs. 19-42.
- 2002: «Indo-Europeans and the steppelands: the model of language shift». En: Jones-Bley et al. (eds.): Proceedings of the Thirteenth Annual UCLA Indo-European Conference, 1-27. Washington: Institute for the Study of Man.
- 2002: «Recent excavations and speculations on the Navan complex», en: Antiquity, 76, págs. 532-541.
- 2003: «Indigenous Indo-Aryans: the preservation and total distribution principles», en Journal of Indo-European Studies 30, págs. 375-387.
- 2003: «The date of Pazyryk». En: Boyle, K.; Renfrew C.; y Levine, M. (eds.): Ancient Interactions: East and West in Eurasia. Cambridge: McDonald Institute Monographs, págs. 199-211.

- «Emain Macha». En: Donnelly, J. (ed.): Encyclopedia of Irish History and Culture, vol. 1, pág. 214. Detroit: Thomson Gale.
- 2004: «Wheels and carts». B. Fagan (ed.): The Seventy Great Inventions of the Ancient World. Londres: Thames and Hudson, págs. 134-137.
- 2004: «Horse-mounted invaders from the Russo-Kazakh steppe or agricultural colonists from western Central Asia? A craniometric investigation of the Bronze Age settlement of Xinjiang». En: American Journal of Physical Anthropology, 124, págs. 199-222.
- 2005: «Indo-European migration». En: McNeill, W. (ed.): Berkshire Encyclopedia of World History, vol. 3, págs. 975-981. Great Barrington, Berkshire.
- 2006: «Indo-European warfare», en: Pollard, T.; y Banks, I. (eds.): War and Sacrifice. Leiden: Brill, págs. 77-98.
- 2006: «Irish origins: The archaeological, linguistic and genetic evidence». En: Turner, B. S. (ed.): Migration and Myth: Ulster’s Revolving Door. Downpatrick: Ulster Local History Trust, págs. 97-111.
- 2007: «The Indo-European language family: The historical question». En: Christidis (ed.): History of the Greek Language. Cambridge: Cambridge University Press, págs. 170-177.
- 2008: «Radiouglerodnaya khronologiya pamyatnika Gonur Depe». En Trudy Margianskoy arkheologicheskoy ekspeditsii, vol. 2, Moscú, págs. 166-179.
- 2009: «Migrations in prehistoric Eurasia: Problems in the correlation of archaeology and language». Aramazd: Armenian Journal of Near Eastern Studies, 3, 2, págs. 7-38.
- 2009: «The Anatolian homeland hypothesis and the Anatolian Neolithic». En: Jamison, S.; Melchert, H. C.; y Vine, B. (eds.): Proceedings of the 20th Annual UCLA Indo-European Conference, págs. 133-162. Bremen: Hempen.
- 2009: «New radiocarbon dates and a review of the chronology of prehistoric populations from the Minusinsk Basin, Southern Siberia, Russia». En: Radiocarbon, 51, págs. 243-273.
- 2009: «The conundrum of Iron Age ceramics», en: The evidence of language. Relics of Old Decency: archaeological studies in later prehistory, Festschrift for Barry Raftery, págs. 181-192. Dublín: Wordwell.
- 2010: «Bronze Age languages of the Tarim Basin», en: Expedition, 52, 3, págs. 44-53.
- 2010: «Semantic field and cognate distribution in Indo-European». En: Nikolaeva, T. M. (ed.): Issledovanija po Lingvistike i Semiotike, págs. 180-190. Moscú.
- 2010: «Turkdean and the Lost Ark». En: Davies, M.; MacConville, U.; y Cooney, G.: A Grand Gallimaufry, págs. 267-269. Bray: Wordwell.
- 2010: «L’hypothèse des steppes», en: Dossiers d’Archéologie, 338, págs. 28-35.